# Viktor Deni
Víktor Nikolàievitx Denissov (en rus: Виктор Николаевич Денисов), més conegut pel nom artístic de Viktor Deni, (Moscou, 8 de març de 1893 - Moscou, 3 d'agost de 1946) va ser un caricaturista i cartellista rus. Va ser un dels principals artistes de cartells d'agitprop del període bolxevic (1917-1921).

## Trajectòria

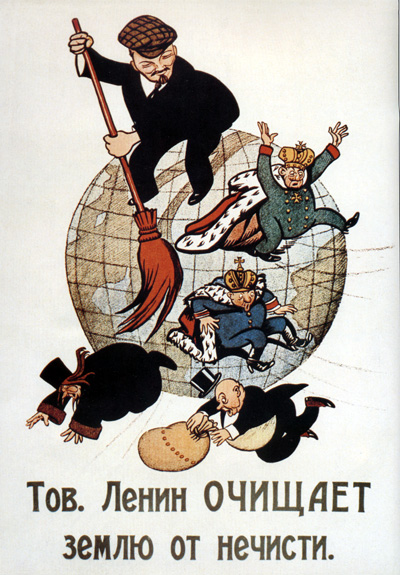
El camarada Lenin neteja la Terra d'escòria, 1920.

Nascut a Moscou el 1893, Denissov es va escurçar el cognom a «Deni». El 1913 es va mudar a Petrograd, on es va establir com un caricaturista reeixit després que les seves caricatures van aparèixer en diverses revistes satíriques il·lustrades. Després de la Revolució d'Octubre, va treballar per a Litizdat (l'editorial estatal), una agència fundada el juny de 1919 per a coordinar els diversos centres editorials en nom del bolxevisme. Va produir prop de 50 cartells polítics durant la Guerra Civil russa, inclosos alguns dels seus treballs satírics més coneguts. Es va convertir en un dels principals artistes de cartells d'agitprop del període bolxevic (1917-1921). Posteriorment, es va centrar en la producció de caricatures per a periòdics que abordaven qüestions de política exterior. Durant el xoc germano-soviètic de la Segona Guerra Mundial, va tornar a dissenyar cartells polítics, juntament amb diversos altres destacats artistes cartelleria de la guerra civil com Mikhaïl Txeremnikh i Dmitri Moor.